# Bedellia luridella
Bedellia luridella is een vlinder uit de familie van de venstermineermotten (Bedelliidae). De wetenschappelijke naam van de soort is voor het eerst geldig gepubliceerd in 1922 door Müller-Rutz.